# Daverdisse
Daverdisse  ist eine belgische Gemeinde in der Provinz Luxemburg.
Sie besteht aus den Ortschaften Daverdisse, Gembes, Haut-Fays (Verwaltungssitz) und Porcheresse.

## Entfernungen

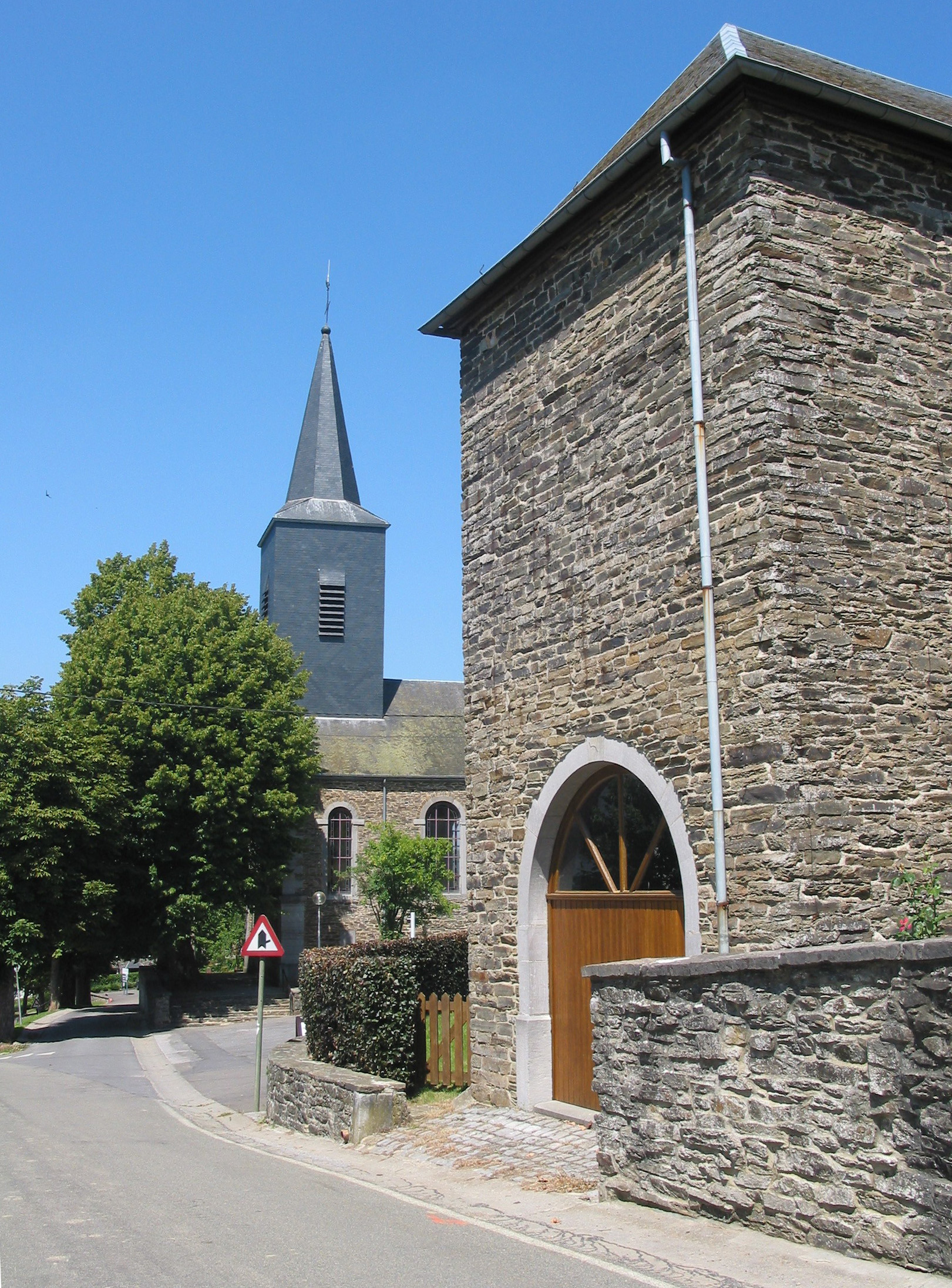
Fisenne, Kirche Saint-Pierre.

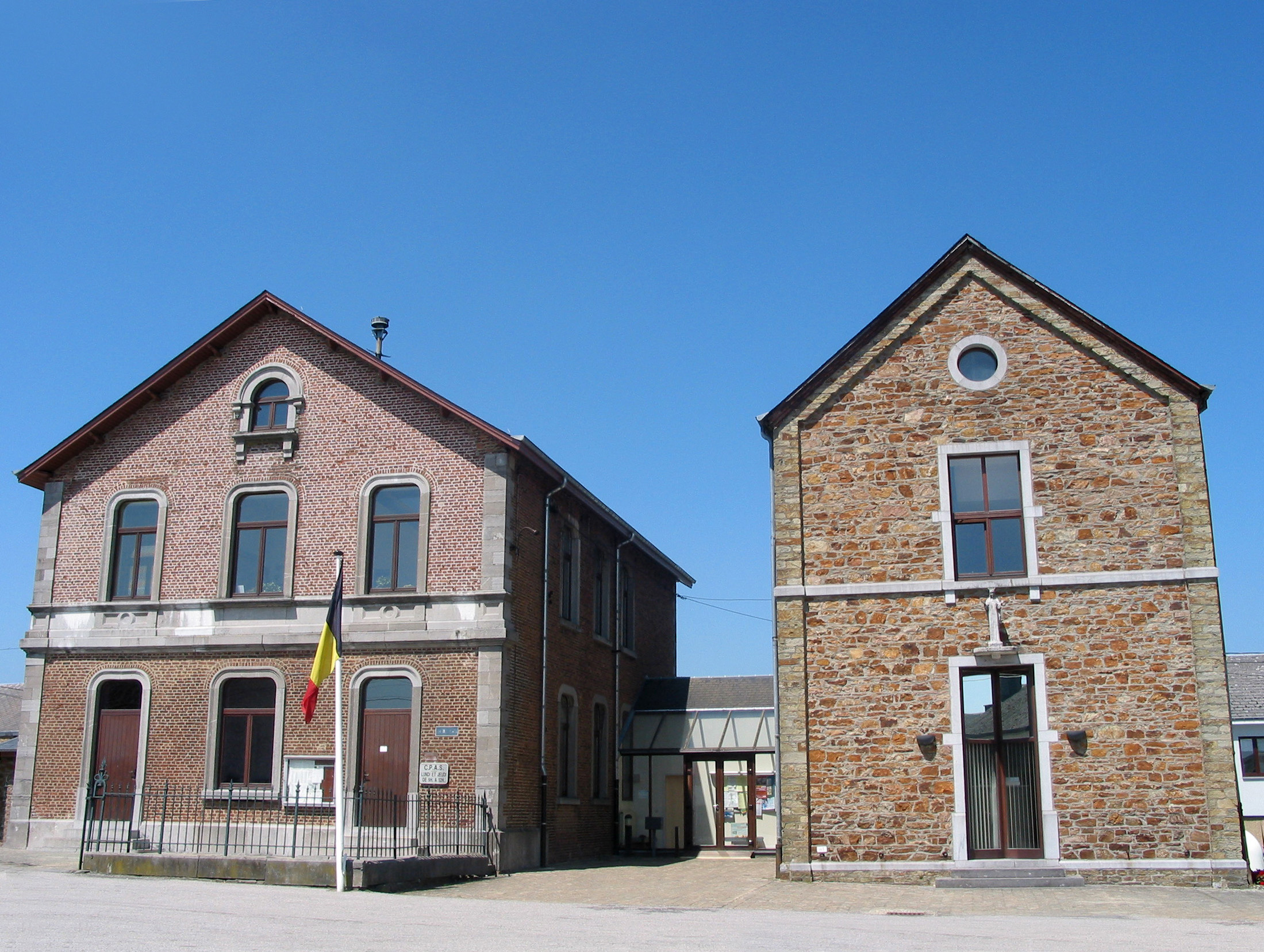
Rathaus, Haut-Fays.

- Brüssel 130 km
- Arlon 85 km